# Hermann Gassner junior
Hermann Gassner junior (* 29. November 1988 in Bad Reichenhall) ist ein deutscher Rallyefahrer. Er ist der Sohn des mehrfachen deutschen Rallye-Meisters Hermann Gassner senior.

## Karriere
Hermann Gassner junior startete bereits 2006 im Alter von 17 Jahren im Vorauswagen bei Rallyes. 2007 begann er seine Karriere als Rallyefahrer im Team seines Vaters und mit Beifahrerin Katharina Wüstenhagen. Er steuerte einen Suzuki Ignis Sport im Suzuki Rallye Cup, der im Rahmen der deutschen Rallye-Meisterschaft ausgetragen wurde, und gewann die Suzuki-Ignis-Wertung. In der Gesamtwertung der deutschen Rallye-Meisterschaft belegte er am Saisonende den siebten Platz. 2008 fuhr Gassner mit verschiedenen Mitsubishi Lancer Evolution der Gruppe N in der deutschen Rallye-Meisterschaft. Er erreichte einen vierten Platz als bestes Einzelergebnis und beendete die Saison auf dem vierten Meisterschaftsplatz. Außerdem wurde er hinter seinem Vater Zweiter im Mitropa Rally Cup.

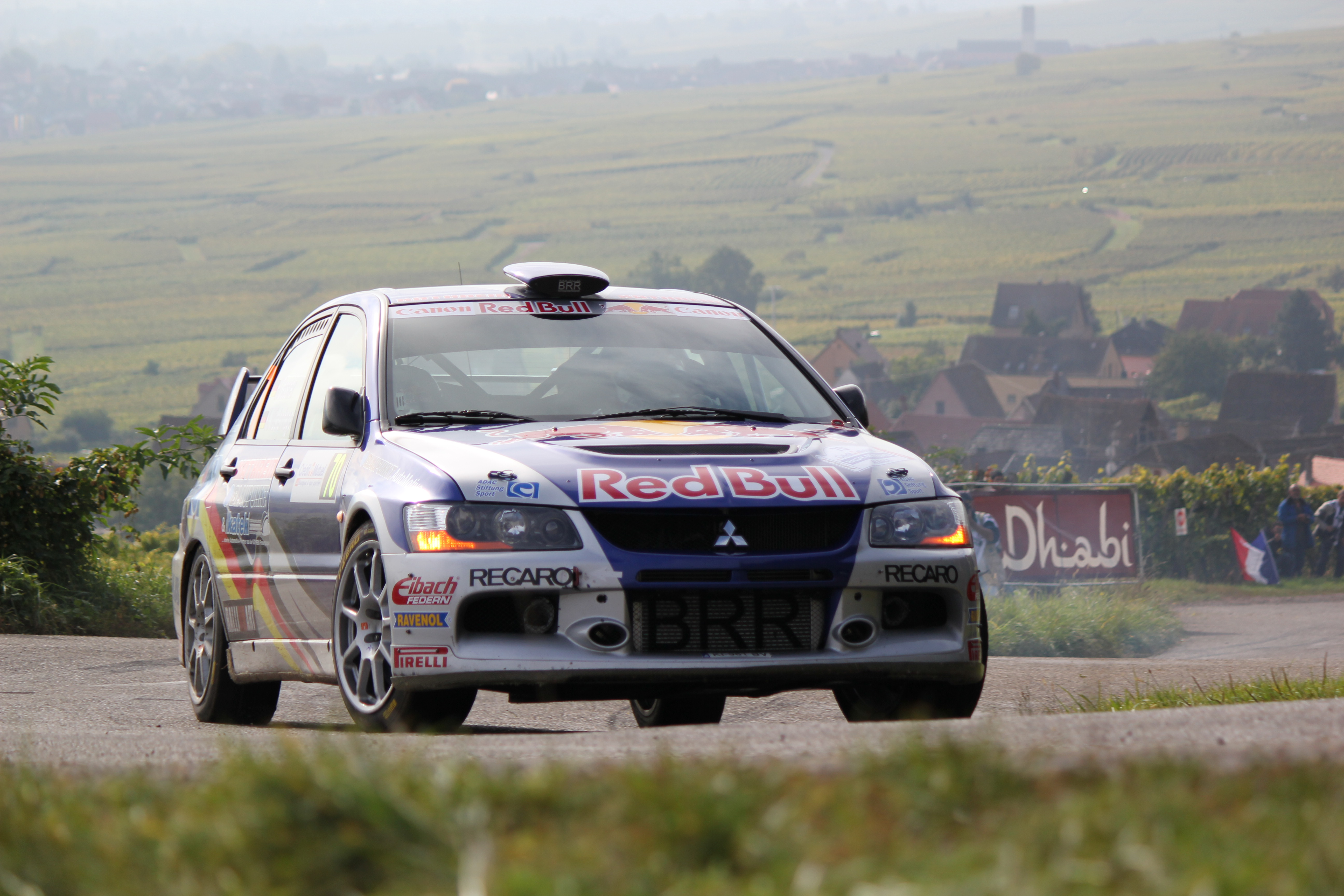
Gassner junior im Mitsubishi Lancer Evo IX bei der Rallye Frankreich 2010

Auch in der Saison 2009 ging Gassner in einem Mitsubishi Lancer Evo IX an den Start. Beim Saisonauftakt der deutschen Rallye-Meisterschaft, der Bayern-Rallye Oberland, erzielte er seinen ersten DRM-Sieg. Es folgten drei weitere Siege bei der Hessen-Rallye Vogelsberg, der Saarland-Rallye und der Lausitz-Rallye. Bis zum Ende der Saison hatte er die meisten Punkte angesammelt und wurde so deutscher Rallye-Meister. Zudem gewann er den Mitropa Rally Cup und errang bei der Judenburg-Pölstal Rallye seinen ersten Sieg in der österreichischen Meisterschaft. Gassner kam auch zu einigen Einsätzen in der Rallye-Weltmeisterschaft und erzielte einen PWRC-Punkt bei der Rallye Großbritannien.
2010 wurde Gassner in das Red-Bull-Team von Raimund Baumschlager aufgenommen. Er absolvierte im Mitsubishi Lancer Evo IX sechs Rallyes in der Weltmeisterschaft. Bei der Rallye Deutschland fuhr er auf den vierten Platz in der PWRC-Wertung. 2011 geht Gassner mit einem Škoda Fabia S2000 in der SWRC an den Start. Bei seiner ersten Rallye mit dem neuen Fahrzeug, der Rallye Jordanien, erreichte er den dritten Platz in der SWRC-Wertung. Mit dem Start bei der Mecsek Rallye gab er sein Debüt in der Intercontinental Rally Challenge und erzielte dort Platz fünf.
Derzeit fährt Hermann Gassner Junior einen Mitsubishi Lancer Evo X R4 mit seiner Beifahrerin Ursula Mayrhofer.

## Statistik

### Titel
- Deutsche Rallye-Meisterschaft: 2009

### WRC-Ergebnisse
| Saison | Team                           | Fahrzeug                 | 1      | 2   | 3   | 4      | 5      | 6       | 7      | 8       | 9      | 10      | 11      | 12     | 13     | 14  | 15     | 16  | Punkte | Pos. |
| ------ | ------------------------------ | ------------------------ | ------ | --- | --- | ------ | ------ | ------- | ------ | ------- | ------ | ------- | ------- | ------ | ------ | --- | ------ | --- | ------ | ---- |
| 2007   | Kathrein Renn- und Rallye Team | Suzuki Ignis Sport       | MON    | SWE | NOR | MEX    | POR    | ARG     | ITA    | GRE     | FIN    | GER DNF | NZL     | ESP    | FRA    | JPN | IRE    | GBR | 0      | –    |
| 2008   | Kathrein Renn- und Rallye Team | Mitsubishi Lancer Evo IX | MON    | SWE | MEX | ARG    | JOR    | ITA     | GRE    | TUR     | FIN    | GER 27  | NZL     | ESP    | FRA    | JPN | GBR 20 |     | 0      | –    |
| 2009   | Kathrein Renn- und Rallye Team | Mitsubishi Lancer Evo IX | IRE    | NOR | CYP | POR 12 | ARG    |         | GRE    | POL DNF | FIN    | AUS     | ESP 16  |        |        |     |        |     | 0      | –    |
| 2009   | Team Sidvin India              | Mitsubishi Lancer Evo IX |        |     |     |        |        | ITA DNF |        |         |        |         |         | GBR 25 |        |     |        |     | 0      | –    |
| 2010   | Red Bull Rallye                | Mitsubishi Lancer Evo IX | SWE 32 | MEX | JOR | TUR    | NZL    | POR DNF | BUL    | FIN     | GER 23 | JPN     | FRA 33  | ESP 13 | GBR 31 |     |        |     | 0      | –    |
| 2011   | Red Bull Škoda                 | Škoda Fabia S2000        | SWE    | MEX | POR | JOR 12 | ITA 16 | ARG     | GRE 14 | FIN 16  | GER 32 | AUS     | FRA DNF | ESP    | GBR    |     |        |     | 0      | –    |

### IRC-Ergebnisse
| Saison | Team           | Fahrzeug          | 1   | 2   | 3   | 4   | 5   | 6   | 7   | 8     | 9   | 10  | 11  | Punkte | Pos. |
| ------ | -------------- | ----------------- | --- | --- | --- | --- | --- | --- | --- | ----- | --- | --- | --- | ------ | ---- |
| 2011   | Red Bull Škoda | Škoda Fabia S2000 | MON | CAN | COR | YAL | YPR | AZO | ZLI | MEC 5 | SAN | SCO | CYP | 10     | 17   |